# Cotronei
Cotronei är en ort och kommun i provinsen Crotone i regionen Kalabrien i Italien. Kommunen hade 5 465 invånare (2017).